# José Enrique Rodó
José Enrique Camilo Rodó Piñeyro (Montevideo, 15. srpnja 1871. ili 1872. - Palermo, 1. svibnja 1917.) bio je urugvajski filozof, esejist, književnik, prevoditelj, književni kritičar i političar katalonskog podrijetla. Brojni povjesničari filozofije smatraju ga najvećim južnoameričkim filozofom svih vremena, čije su ideje o ujedinjenu Latinska Amerike nadahnule brojne južnoameričke umjetnike. Poznat je i po tome što je mlade Južnoamerikance pozivao na odbacivanje materijalizma i povratku življenja u antičkim vrijednostima i podjednakom razvijanju duše i tijela.
Svoja književna djela stvarao je pod utjecajima modernističke književnosti. Zajedno s Rubénom Daríom smatra se utemeljiteljem modernizma na području Latinske Amerike, koji je u monotnu i jednoličnu španjolsku književnost unio promjenu koja je ostavila veliki trag u urugvajskoj književnosti i utjecala na druge latinoameričke esejiste. Njegova težnja za povratkom antičkim vrijednostima obnovila je starorimsku i straogrčku tradiciju u kulturnim krugovima Južne Amerike.

## Život i djelo
José Enrique Rodó rodio se u Montevideu 15. srpnja 1871. ili 1872. (kako navodi Encyclopædia Britannica), u dobrostojećoj građanskoj obitelji, gdje je proveo većinu svoga života prepušten pisanju, poučavanju i političkom angažmanu. Već se tijekom srednjoškolskog obrazovanja počeo zanimati za život i običaje u Rimskom Carstvu i Antičkoj Grčkoj, tim više što je u gimnaziji učio latinski i starogrčki jezik. Zanimao se i za pravni i politički sustav spomenutih povijesnih država.
Prve eseje napisao je na satovima španjolskog jezika u gimnaziji, a završetkom fakulteta 1895. pomaže u osnivanju Nacionalne revizije za književnost i društvene znanosti (španjolski: Revista nacional de literatura y ciencias sociales). Od 1989. radio je kao nastavnik urugvajske i svjetske književnosti na Republičkom sveučilištu. U isto vrijeme služio je kao ravnatelj Nacionalne urugvajske knjižnice. Između 1902. i 1908. bio je zastupnik u Zastupničkom domu Urugvajskog parlamenta.